# 稲葉信子
稲葉 信子（いなば のぶこ、1955年 - ）は、日本の文化財研究家、建築史家。筑波大学芸術系名誉教授。文化財保存修復研究国際センター事務局長特別アドバイザー、日本遺産選定委員会委員長。縄文遺跡群世界遺産専門家委員会委員長。

## 来歴
愛知県名古屋市生まれ。1978年東京理科大学工学部第一部建築学科卒業。東京工業大学（のちの東京科学大学）大学院理工学研究科建築学専攻修士課程修了後、1985年同博士課程単位取得満期退学。平井聖研究室出身。1990年東京工業大学より工学博士の学位を取得。専門は遺産論、建築史。
1991年文化庁文化財保護部建造物課文化財調査官。2000年文化財保存修復研究国際センター日本政府派遣職員。2002年文化財研究所東京文化財研究所国際文化財保存修復協力センター保存計画研究室長。
2003年文化財研究所東京文化財研究所国際文化財保存修復協カセンター企画情報研究室長。2008年筑波大学大学院人間総合科学研究科教授。2010年筑波大学芸術系教授、筑波大学大学院人間総合科学研究科世界遺産専攻長。2012年筑波大学大学院人間総合科学研究科世界文化遺産学専攻長。2020年筑波大学名誉教授。
この間、2006年から文部科学省日本ユネスコ国内委員会委員、2015年から日本遺産選定委員会委員長を務めた他、文化庁文化審議会世界文化遺産無形文化遺産部会委員、国際記念物遺跡会議会員、富士山世界文化遺産学術委員会委員、文化財保存修復研究国際センター事務局長特別アドバイザー、日本イコモス国内委員会委員、放送大学客員教授、文化庁日本遺産審査・評価委員会委員等も歴任した。
2024年、文化庁長官表彰。

## 著作
- FromTangible to Intangible – An Integrated Approach to CulturalHeritage’,”Living with Cultural Heritage – Asia, perspectives at changingperiod:Theories and outlines”, National Research Institute for CulturalProperties, Tokyo, pp.133-140, 2006
- TheIse Shrine and the Gion Festival’, “Conservation of Living religiousHeritage”, International Centre for the Study of the Preservation andRestoration of Cultural Property, pp.44-57, 2005